# 학봉초등학교
학봉초등학교는 대한민국 충청남도 공주시에 있는 공립 초등학교이다.

## 학교 연혁
- 1962. 09. 01 반포국민학교 학봉분교장 개설
- 1966. 03. 18 학봉초등학교 승격
- 1984. 03. 08 병설유치원 1학급 개설
- 1988. 03. 01 상신초등학교 분교장으로 편입
- 1992. 03. 01 상신분교장 통폐합(통학버스 운행)
- 2004. 12. 20 봉사활동 우수 공주교육청교육장 표창
- 2005. 12. 16 과학·정보교육부문 충청남도교육감 표창
- 2006. 09. 23 초등음악경연대회 합창부 금상 수상
- 2006. 10. 29 학교경영 우수 공주교육청교육장 표창
- 2010. 09. 08 사이버독후감 및 논술대회 우수학교 표창
- 2015. 02. 13 제49회 졸업 5명(졸업생 총인원 1,206명)

## 참고 자료
- 학봉초등학교 - 한국교육학술정보원 학교알리미